# خط شحن

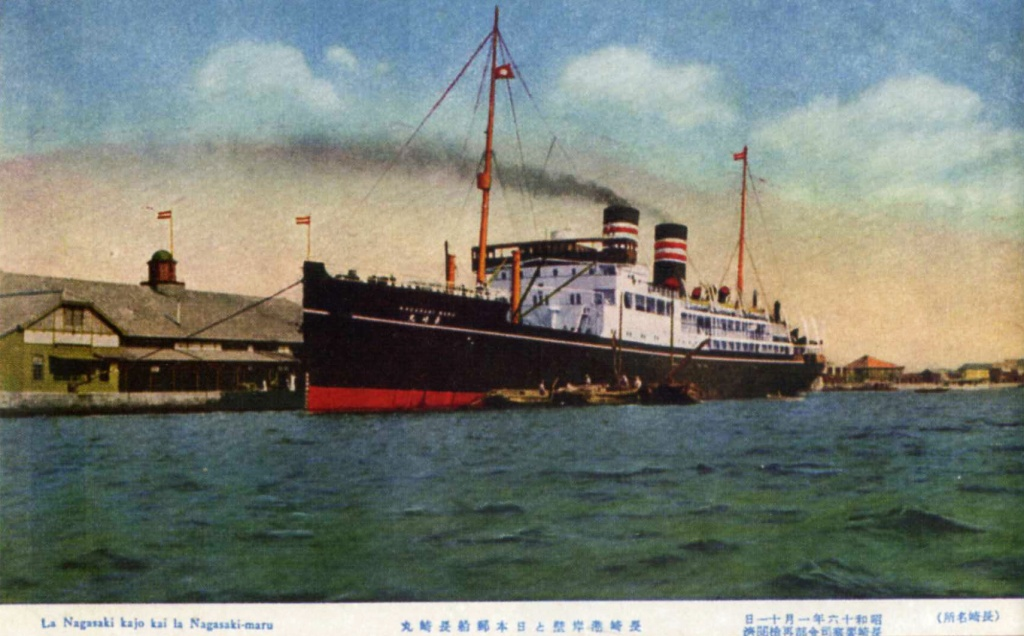
شركة الشحن البحري نيبون يوشن كايشا(NYK)

شركة شحن بحري أو خط شحن بحري (بالإنجليزية: Shipping line) هو مصطلح يصف تجارة نقل البضائع على متن السفن . ويمكن القول أن شركات الشحن البحري هي خطوط للشحن البحري على غرار شركات خطوط الطيران مثلا.

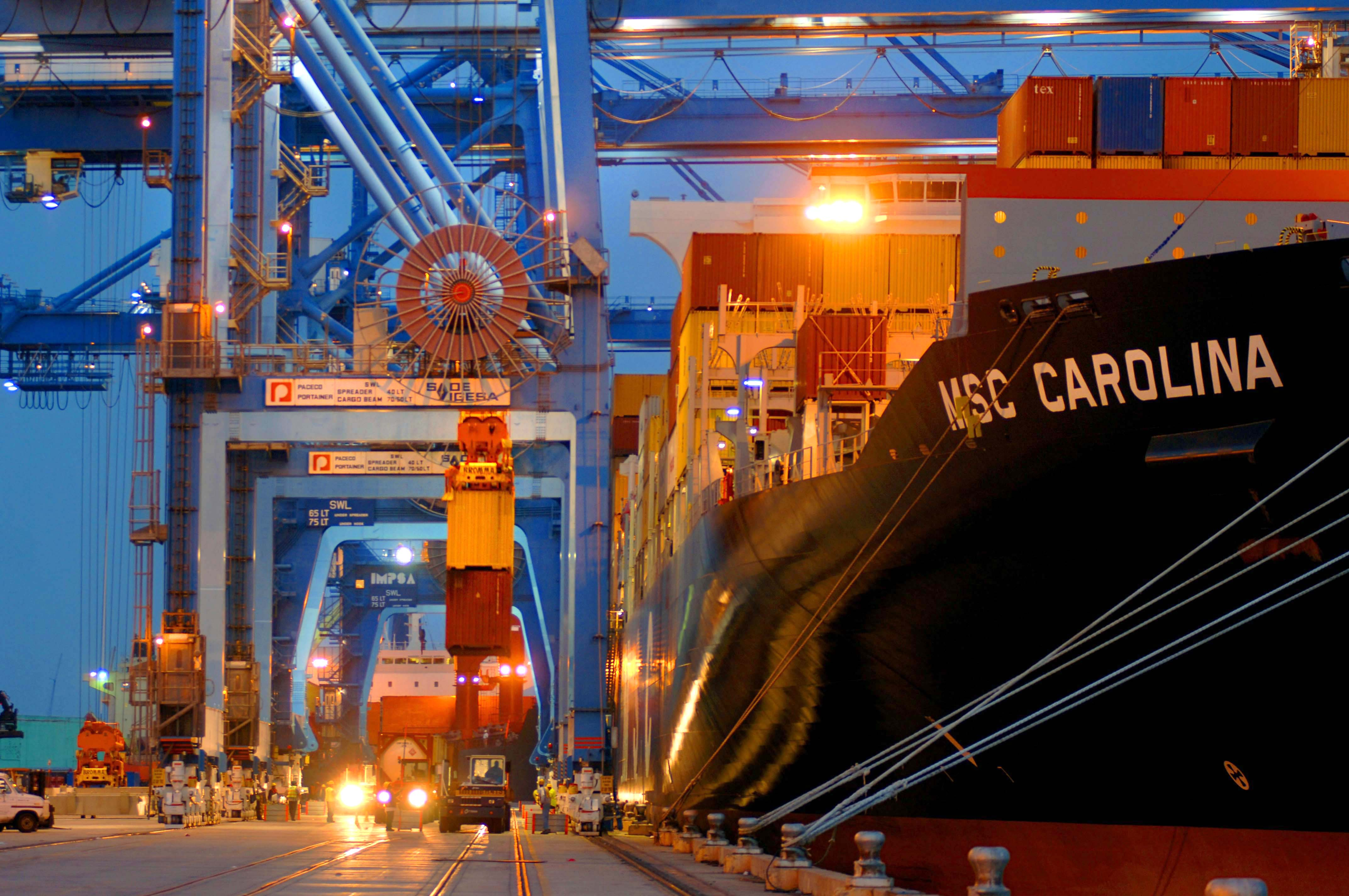
تستخدم خطوط الشحن (شركات الشحن البحري) سفن الحاويات لنقل البضائع.

## وصف
الخدمات اللوجستية: هناك العديد من الطرق المختلفة لنقل البضائع من ميناء إلى آخر.

### الشحن البحري فيالقرن العشرين
قدمت شركات الشحن البحري الأولى طريقة لتمييز السفن بأنواع مختلفة من البضائع ، ولا تزال هذه الطريقة تستعمل حتى اليوم:
1. البضائع السائبة (Bulk cargo) : هي نوع من البضائع الخاصة التي يتم تسليمها بكميات كبيرة.
2. البضائع العامة (General cargo) ، المعروفة الآن باسم البضائع السائبة المجزأة (Break bulk cargo) ، تشير إلى مجموعة واسعة من البضائع التي يمكن تسليمها إلى العديد من الموانئ حول العالم بحيث يتم تسليم أجزاء منها لكل ميناء.
3. النفط : أصبح النفط جزءًا مهمًا من صناعة الشحن في أوائل القرن العشرين، بسبب تنوع استخدامه من تزييت الآلات المتطورة، والحرق في الغلايات والمنشآت الصناعية، وكذلك لتشغيل المحركات. لهذا يتم شحن النفط أيضًا بشكل أساسي من قبل شركات شحن محددة بدلاً من أشكال النقل الأخرى، ويعتبر النفط نوعًا من البضائع الخاصة. أصبح شحن النفط محل نقاش بسبب الآثار البيئية لكل من حوادث تسرب النفط وغرق ناقلات النفط .
4. شحن الركاب : هي تجارة نقل الأشخاص عبر سفن خطوط الشحن لأغراض السفر أو الترفيه.[1] أصبح هذا النوع من الشحن صناعة متنامية بالقرب من مطلع القرن العشرين مع الاستخدام الواسع لعبارات المحيط الفاخرة. أصبح نقل الركاب تحديًا لوجستيًا من خلال محاولة تحقيق التوازن بين جوانب تحقيق رحلة ممتعة والإلتزام بالقيود والمتطلبات الهيكلية للسفينة.
5. البضائع الخاصة (Project cargo): هي مصطلح يستخدم لمنتج معين يتم شحنه إلى ميناء معين.[2]

يتم استخدام الشحن الداخلي على طول الأنهار وغيرها مثل البحيرات لنقل البضائع إلى موانئ أخرى غير تلك الموجودة على طول الساحل. يتطلب الشحن الداخلي المائي بنية تحتية أكثر من الشحن البحري، ويرجع هذا لكون الأنهار والبحيرات تتطلب بنية تحتية مثل الموانئ والقنوات النهرية ، ليتم اعتبارها مطورة وجاهزة للاستخدام التجاري. تم تطوير الكثير من هذه البنية التحتية على نطاق واسع خلال القرنين التاسع عشر والعشرين. بعض الممرات المائية الرئيسية التي استخدمتها خطوط الشحن في القرن العشرين كانت نهر الراين ونهر الأمازون ونهر الكونغو ونهر النيل ونهر المسيسيبي ونهر كولومبيا . من الأمثلة على البنية التحتية للممرات المائية قناة السويس وقناة بنما . لا تزال هذه الممرات المائية قيد الاستخدام للأغراض التجارية حتى اليوم وهي تسيطر على جزء من حجم التجارة الدولية. يمكن لبعض المجاري المائية أن تعمل فقط في ظل ظروف موسمية معينة، على سبيل المثال، تسمح البحيرات العظمى بتشغيل عمليات الشحن لمدة ثمانية أشهر تقريبًا كل عام، لكن لا يمكنها مواصلة العمليات خلال أشهر الشتاء عندما تتجمد البحيرات عادةً. مما يميز معظم خطوط الشحن في البحيرات والانهار السرعة والكفاءة في توصيل البضائع.

### الشحن البحري الحديث
يرتبط الشحن البحري المعاصر بالقيود الجغرافية والتنظيم السياسي والمصالح التجارية. أدت التطورات والابتكارات الحديثة في تقنيات الشحن إلى نمو صناعة الشحن منذ القرن العشرين، من هذه التطورات حجم السفن وحجم الأساطيل والأغراض المتخصصة للسفن داخل الأسطول والهندسة المعمارية البحرية للسفن والناقلات والتصميم البحري وأنظمة السفن الآلية. من حيث المصالح التجارية، تتمتع الصناعة البحرية بمستوى عالٍ من التنافسية على شركات خطوط الشحن البحرية. وهذا يعني أن سهولة الدخول والخروج من الصناعة عالية. يرجع السبب في ذلك إلى إمكانية المستثمرين شراء السفن المستعملة، والتي غالبًا ما يمكن تغطية العائد عليها بسرعة كبيرة بالنسبة للسفن التجارية وهذا ما حدث في انفجار مرفأ بيروت 2020 والتي كانت ورائها سفنية مستعملة. بينما تتطلب السفن الأحدث وهي المكلفة ماليا، عائدًا أكبر على الاستثمار ولكنها تؤتي ثمارها بسرعة ويرجع هذا لأن السفن المستعملة والمتقادمة لا تسمح لها الكثير من الدول بالقيام بعمليات في موانئها. وأيضا لأن هذه السفن في حالة السفن السياحية عادة ما تلبي احتياجات جمهور أكبر وأكثر قدرة مالية على الإنفاق، على سبيل المثال، غالبًا ما يمكن استرجاع تكاليف السفن السياحية الجديدة في غضون عشر سنوات نظرًا لطبيعة تنظيم المشاريع للغرض المقصود منها.
كما تستخدم شركات خطوط الشحن الابتكارات في صناعة الشحن لإيجاد حلول للمشاكل العالمية. على سبيل المثال ، يتم استخدام التقنية الحديثة والبحث لتحليل ظاهرة اختفاء حاويات الشحن أثناء وجودها في البحر. يتم البحث في هذه المشكلات جزئيًا من قبل الوكالات الحكومية ، مثل الإدارة الوطنية للمحيطات والغلاف الجوي التي تعمل في محمية خليج مونتيري البحرية الوطنية . في حين أن جزءًا من هذه المشكلة يرجع إلى خطأ بشري نتيجة لعدم الالتزام بالتخزين الأمن للحاويات على متن السفن خصوصا في بعض البحار الهائجة التي تكثر فيها الحوادث الممثالة، لذا فإن التقدم في التقنية وتصميم السفن يأمل في تحسين معدلات فقدان الحاويات في البحر.
تشمل التحديات الأخرى التي تتم متابعتها في الصناعة البحرية التكيف مع اقتصاد أكثر عولمة، بينما ظلت الصناعة البحرية دائمًا عالمية بطبيعتها، فإن خطوط الشحن تشهد الآن ظاهرة لم يسبق لها مثيل من حيث الحجم ولم تحصل على الإطلاق قبل القرن الحادي والعشرين. العديد من هذه القضايا تحيط بطبيعة التعاون المتزايد في الصناعة البحرية. على سبيل المثال، يتسبب التعاون بين العديد من شركات خطوط الشحن البحري في ظهور سوق غير تنافسية. هذا هو أحد أسباب ارتفاع مستوى المنافسة في صناعة الشحن. مع زيادة التعاون بين الخطوط الملاحية، هناك معدلات أكبر للسفن والشركات التي تدخل وتخرج من الصناعة. اعتبارًا من عام 2019، يحاول محللين الأعمال والاقتصاد إيجاد حلول لتقليل الممارسات المانعة للمنافسة وتعزيز النمو التنافسي في الصناعة البحرية.

## التاريخ

### الشحن البريطاني
انتشرت شركات الشحن البحري بشكل واسع النطاق في القرن التاسع عشر، بعد تطوير البواخر في عام 1783. في البداية، كانت بريطانيا العظمى مركز التطوير وفي عام 1819 نجحت أول سفينة بخارية بالعبور للمحيط الأطلسي وبحلول عام 1833 بدأت شركات الشحن بتشغيل البواخر بين بريطانيا ومستمعراتها في الإمبراطورية البريطانية مثل الهند وكندا . تم إنشاء ثلاثة شركات خطوط شحن بحرية بريطانية رئيسية في ثلاثينيات القرن التاسع عشر: الشركة البريطانية والأمريكية للملاحة البخارية وشركة Great Western Steamship وشركة Peninsular Steam Navigation Company.

### الشحن الأمريكي
أقرت الحكومة الفيدرالية للولايات المتحدة قانون الشحن لعام 1916 كوكالة حماية للشحن الأمريكي. القانون، الذي صدر خلال الحرب العالمية الأولى ولكن قبل أن تدخل الولايات المتحدة الحرب رسميًا ساعد شركات خطوط الشحن الأمريكية خلال فترة نمى فيها الشحن البحري التجاري تحت متطلبات الحرب العالمية الأولى. و بموجب هذا القانون تم تشكيل مجلس الشحن بالولايات المتحدة (United States Shipping Board) . في عام 1920 بعد نهاية الحرب العالمية الأولى، أصدرت الحكومة الأمريكية قانون البحرية التجارية (Merchant Marine Act of 1920) لحماية مصالح شركات الشحن الأمريكية استجابةً لتغيير سياسة الشحن الخارجية. تم نقل المسؤوليات المحددة بموجب قانون الشحن إلى وزارة التجارة في عام 1933 من قبل الرئيس فرانكلين روزفلت. تم إنشاء اللجنة البحرية الفيدرالية في عام 1961 من قبل الرئيس جون إف كينيدي لتنظيم نشاط الشحن البحري في الولايات المتحدة ، وأخيراً منح سلطة شاملة إلى لجنة شحن واحدة. في الوقت نفسه، تم تأسيس الإدارة البحرية للولايات المتحدة (United States Maritime Administration) أو MARAD ، لتنظيم الصناعة البحرية التجارية وأسطولها. ومع ذلك أعطى الارتفاع الحاد في التجارة البحرية الدولية للوكالتين قوة موسعة في الصناعة البحرية المتنامية.